# Pyrinia alcandraria
Pyrinia alcandraria är en fjärilsart som beskrevs av Walker 1860. Pyrinia alcandraria ingår i släktet Pyrinia och familjen mätare. Inga underarter finns listade.